# Недашковский, Юрий Юрьевич
Ю́рий Ю́рьевич Недашко́вский (укр. Юрій Юрійович Недашковський; род. 11 апреля 1986, Калиновка, Житомирская область) — российский футболист, защитник.

## Биография
Воспитанник украинского Республиканского высшего училища физической культуры. Начинал свою карьеру в третьей команде киевского «Динамо». После службы в армии переехал в Россию, где пополнил состав клуба ПФЛ «Океан» (Находка). В дальнейшем Недашковский играл за ряд коллективов второго дивизиона, в числе которых были «Химки» и московское «Торпедо».
Зимой 2019 года защитник перебрался в Белоруссию, где подписал контракт с командой высшей лиги «Славия» (Мозырь). Дебют в элите местного футбола состоялся 31 марта в поединке первого тура против минского «Динамо», в котором «Славия» потерпела поражение со счётом 0:1. В матче Недашковский отметился удалением на 90-й минуте. 22 марта 2022 года подписал соглашение с киргизским «Дордоем».
Ведёт канал на YouTube. По состоянию на март 2024 года имеет 64 тысячи подписчиков и 7,8 миллионов просмотров.

## Достижения
- Бронзовый призёр зоны «Центр» ФК Торпедо Москва первенства ПФЛ: 2016/17
- Серебряный призер ФК Витязь Подольск первенства ПФЛ: 2013/2014
- Бронзовый призёр зоны «Восток» первенства ПФЛ: 2006